# Nicola Pagett
Nicola Mary Pagett Scott, född 15 juni 1945 i Kairo i Egypten, död 3 mars 2021 i London, var en brittisk skådespelare. Pagett är främst känd för rollen som Elizabeth Bellamy i dramaserien Herrskap och tjänstefolk.
Pagett spelade också huvudrollen i BBC:s version av Anna Karenina 1977 och hade en framträdande roll i David Nobbs TV-serie A Bit of a Do.
Pagett led av bipolärt syndrom och berättade om detta i sin bok Diamonds Behind My Eyes från 1998. År 1995, då hon spelade pjäsen What The Butler Saw på Royal National Theatre i London, uppträdde hon underligt och konstaterades senare vara manodepressiv. De sista åren av sitt liv höll hon sjukdomen under kontroll, bland annat med hjälp av medicin.